# Green Valley (Arizona)
Green Valley é uma Região censo-designada localizada no estado americano do Arizona, no Condado de Pima.

## Demografia
Segundo o censo americano de 2000, a sua população era de 17.283 habitantes.

## Geografia
De acordo com o United States Census Bureau tem uma área de 68,0 km², dos quais 68,0 km² cobertos por terra e 0,0 km² cobertos por água. Green Valley localiza-se a aproximadamente 873 m acima do nível do mar.

## Localidades na vizinhança
O diagrama seguinte representa as localidades num raio de 32 km ao redor de Green Valley.